# Club de Regatas Lima (voleibol masculino)
A equipe de voleibol masculino do Club de Regatas Lima, que é um clube peruano da cidade de Lima. Atualmente disputa a Liga Nacional Superior de Voleibol que conquistou o primeiro título nacional na edição da Liga Nacional Superior de Voleibol de 2018, participando de sete finais, e possui na antiga nomenclatura do campeonato nacional dois títulos nos anos de 1986 e 1987.

## Títulos conquistados
Liga Nacional Superior de Voleibol (LNSV)
- Campeão:2018[3] e 2019
- Vice-campeão:2004[3],2005[3],2006[3],2007[3],2016[3], 2017[3]
- Terceiro posto:2012[3],2013[3],2014[3],2015[3]

 Divisão Superior Nacional de Voleibol (DISUNVOL)
- Campeão:1986[2], 1987[2]